# 拉德洛 (麻薩諸塞州)
拉德洛（英語：Ludlow）是一個位於美國麻薩諸塞州漢登縣的鎮。

## 人口
根據2020年美國人口普查的數據，拉德洛的面積為73.10平方千米，當中陸地面積為70.30平方千米，而水域面積為2.80平方千米。當地共有人口21002人，而人口密度為每平方千米287人。